# Saison 2 de The Neighbors
Chronologie
Saison 1
Cet article présente le guide des épisodes de la deuxième saison de la série télévisée américaine The Neighbors.

## Généralités
- Cette saison est composée de 22 épisodes et est diffusée depuis le 20 septembre 2013 sur le réseau ABC.
- Au Canada, elle est diffusée soit le samedi soir, ou le vendredi soir en simultané sur le réseau CTV.

## Synopsis
Une famille ordinaire, les Weaver, déménagent dans la communauté "Hidden Hills" au New Jersey. Ils découvrent que les résidents proviennent d'une autre planète, Zabvron.

## Distribution de la saison

### Acteurs principaux
- Jami Gertz : Debbie Weaver
- Lenny Venito : Marty Weaver
- Simon Templeman : Larry Bird, leader des aliens
- Toks Olagundoye : Jackie Joyner-Kersee
- Max Charles (en) : Max Weaver
- Isabella Cramp : Abby Weaver
- Clara Mamet : Amber Weaver
- Ian Patrick : Dick Butkus
- Tim Jo : Reggie Jackson

### Acteurs récurrents et invités
- Megan Park : Jane[1]
- Jerry Springer : lui-même[2] (épisode 1)
- Lucy Davis : Helen[2] (épisode 3)
- Wendy Williams : Shirley[3] (épisode 4)
- Reginald VelJohnson : Father Kersee[4] (épisode 9)
- Meredith Baxter : Mother Joyner[4] (épisode 9)
- Lori Loughlin : Tina Giannulli[5] (épisode 13)
- Mark McGrath : John[6] (épisode 13)
- Rhea Perlman : Janet, mère de Debbie[7]
- Joshua Sasse : DJ Jazzy Jeff, frère de Larry[8]
- Candace Cameron Bure : visiteur[9]
- Scott Weinger : visiteur[9]

## Épisodes

### Épisode 1:La conférence familiale
- États-Unis /  Canada : 20 septembre 2013 sur ABC[10] / CTV
- France : 4 octobre 2014 sur Comédie+
- Québec : 26 janvier 2015 sur Ztélé

- États-Unis : 4,58 millions de téléspectateurs[11] (première diffusion)

- Megan Park (Jane)
- Stephanie Little (professeur)
- Jerry Springer (lui-même)
- Katerine Tokarz (Mary Lou Retton)
- Shaun Robinson (alien woman)

### Épisode 2:Le farceur
- États-Unis : 27 septembre 2012 sur ABC
- Canada : 28 septembre 2012 sur CTV
- France : 4 octobre 2014 sur Comédie+
- Québec : 26 janvier 2015 sur Ztélé

- États-Unis : 4,06 millions de téléspectateurs[12] (première diffusion)

- Megan Park (Jane)
- Kevin Thompson (Skip)
- Tracey Thompson (Melanie)
- Blaise Miller (the photographer)

### Épisode 3:La promotion de jackie
- États-Unis : 4 octobre 2013 sur ABC
- Canada : 5 octobre 2013 sur CTV
- France : 4 octobre 2014 sur Comédie+
- Québec : 2 février 2015 sur Ztélé

- États-Unis : 4,14 millions de téléspectateurs[13] (première diffusion)

- Megan Park (Jane)

### Épisode 4:Amitié à sens unique
- États-Unis : 11 octobre 2013 sur ABC
- Canada : 12 octobre 2013 sur CTV
- France : 4 octobre 2014 sur Comédie+
- Québec : 2 février 2015 sur Ztélé

- États-Unis : 4,12 millions de téléspectateurs[14] (première diffusion)

- Wendy Williams (Shirley)
- Tom Virtue (Doctor Cohan)
- Wendy Worthington (Nurse)

### Épisode 5:Vive le foot
- États-Unis : 18 octobre 2013 sur ABC
- Canada : 19 octobre 2013 sur CTV
- France : 11 octobre 2014 sur Comédie+
- Québec : 9 février 2015 sur Ztélé

- États-Unis : 4,27 millions de téléspectateurs[15] (première diffusion)

- Kiersten Lyons (Billie Jean King)
- Alexander Chaplin (Tad)
- Lilli Birdsell (Larke)

### Épisode 6:La grande fête de larry
- États-Unis : 1er novembre 2013 sur ABC
- Canada : 3 janvier 2014 sur CTV
- France : 11 octobre 2014 sur Comédie+
- Québec : 9 février 2015 sur Ztélé

- États-Unis : 4,5 millions de téléspectateurs[16] (première diffusion)

### Épisode 7:Le sac à boisson
- États-Unis : 8 novembre 2013 sur ABC
- Canada : 9 novembre 2013 sur CTV
- France : 11 octobre 2014 sur Comédie+
- Québec : 16 février 2015 sur Ztélé

- États-Unis : 4,52 millions de téléspectateurs[17] (première diffusion)

- Barbara Corcoran (elle-même)
- Mark Cuban (lui-même)
- Daymond John (lui-même)
- Kevin O'Leary (lui-même)
- Colleen Smith (Mindy Jelline)
- Jasmine Alveran (Regina)
- Marlowe Peyton (Tanner)
- Michael Cotter (Stage Manager)

### Épisode 8:L'examen
- États-Unis /  Canada : 15 novembre 2013 sur ABC / CTV
- France : 11 octobre 2014 sur Comédie+
- Québec : 16 février 2015 sur Ztélé

- États-Unis : 3,95 millions de téléspectateurs[18] (première diffusion)

- Megan Park (Jane)
- Mark L. Young (Logan)
- Lauren York (Kara)

### Épisode 9:Un Thanksgiving pas comme les autres
- États-Unis /  Canada : 22 novembre 2013 sur ABC / CTV
- France : 18 octobre 2014 sur Comédie+
- Québec : 23 février 2015 sur Ztélé

- États-Unis : 3,93 millions de téléspectateurs[19] (première diffusion)

- Stacy Keach (Dominick)
- Debra Mooney (Theresa)
- Reginald VelJohnson (Father Kersee)
- Meredith Baxter (Mother Joyner)
- Patrick O'Sullivan (Johnny Unitas)

### Épisode 10:Drôle de noël
- États-Unis /  Canada : 6 décembre 2013 sur ABC / CTV
- France : 18 octobre 2014 sur Comédie+
- Québec : 23 février 2015 sur Ztélé

- États-Unis : 4,19 millions de téléspectateurs[20] (première diffusion)

- Meredith Baxter (Mother Joyner)
- Reginald VelJohnson (Father Kersee)
- Dustin Ingram (Raffi)
- Christine Rodriguez (Molé)
- Kat Purgal (Cashier)
- Kevin Farley (Alan)

### Épisode 11:Un travail à tout prix
- États-Unis : 13 décembre 2013 sur ABC
- Canada : 25 décembre 2013 sur CTV.ca
- France : 18 octobre 2014 sur Comédie+
- Québec : 2 mars 2015 sur Ztélé

- États-Unis : 4,04 millions de téléspectateurs[21] (première diffusion)

- Megan Park (Jane)
- Thomas Neal Stiver (Santa)
- Christina Ochoa Lopez (Princess Leia)

### Épisode 12:Danger et amour
- États-Unis : 10 janvier 2014 sur ABC[22]
- Canada : 14 février 2014 sur CTV
- France : 18 octobre 2014 sur Comédie+
- Québec : 2 mars 2015 sur Ztélé

- États-Unis : 4,81 millions de téléspectateurs[23] (première diffusion)

- Megan Park (Jane)
- Matthew Royer (Travis Huebner)

### Épisode 13:La réunion d'anciens élèves
- États-Unis /  Canada : 17 janvier 2014 sur ABC / CTV
- France : 25 octobre 2014 sur Comédie+
- Québec : 9 mars 2015 sur Ztélé

- États-Unis : 3,71 millions de téléspectateurs[24] (première diffusion)

- Lori Loughlin (Tina Giannulli)
- Mark McGrath (John)

### Épisode 14:Hommes, mode d'emploi
- États-Unis /  Canada : 24 janvier 2014 sur ABC / CTV
- France : 25 octobre 2014 sur Comédie+
- Québec : 9 mars 2015 sur Ztélé

- États-Unis : 3,79 millions de téléspectateurs[25] (première diffusion)

- Brian Huskey (Professor Clint Vance)
- Eddie Karl Leavy (Carl)

### Épisode 15:La jalousie selon Larry
- États-Unis /  Canada : 31 janvier 2014 sur ABC / CTV
- France : 25 octobre 2014 sur Comédie+
- Québec : 16 mars 2015 sur Ztélé

- États-Unis : 4,28 millions de téléspectateurs[26] (première diffusion)

- Megan Park (Jane)
- Ian Wolterstoroff (Keef)
- Travis Caldwell (Zak)
- John Karna (Hank)
- Nora Menken (Julie)
- Tré Moyé (Marcus)

### Épisode 16:La crise
- États-Unis /  Canada : 28 février 2014 sur ABC / CTV
- France : 25 octobre 2014 sur Comédie+
- Québec : 16 mars 2015 sur Ztélé

- États-Unis : 4,25 millions de téléspectateurs[27] (première diffusion)

- Carrot Top (lui-même)
- Erik Estrada (lui-même)
- Wayne Federman (Kevin)
- Mary Birdsong (Justine)
- Karen Maruyama (Rebecca)
- Andy Kindler (Henry)
- Henry Watkins (Randy)
- John F. Schaffer (Francis)
- Liam Carroll (Kyle)
- Ross Mackenzie (Coach)

### Épisode 17:Des amis indispensables
- États-Unis : 7 mars 2014 sur ABC
- Canada : 7 juin 2014 sur CTV
- France : 25 octobre 2014 sur Comédie+
- Québec : 23 mars 2015 sur Ztélé

- États-Unis : 3,60 millions de téléspectateurs[28] (première diffusion)

- Katherine Tokarz (Mary Lou Retton)
- Patrick O'Sullivan (Johnny Unitas)
- Alden Ray (Kareem Abdul-Jabbar)
- Nick Eldredge (High Pants)
- Kiersten Lyons (Billy Jean King)
- Mobin Khan (Indian Alien)
- Eddie Pepitone (Medieval Executioner)
- Steven White (Handsome Delivery Guy)

### Épisode 18:Un frère inattendu
- États-Unis : 14 mars 2014 sur ABC
- Canada : 7 juin 2014 sur CTV
- France : 1er novembre 2014 sur Comédie+
- Québec : 23 mars 2015 sur Ztélé

- États-Unis : 3,45 millions de téléspectateurs[29] (première diffusion)

- Rachel Dratch (Pearl)
- Megan Park (Jane)

### Épisode 19:Sous le signe de Bollywood
- États-Unis : 21 mars 2014 sur ABC
- Canada : date inconnue sur CTV
- France : 1er novembre 2014 sur Comédie+
- Québec : 30 mars 2015 sur Ztélé

- États-Unis : 3,67 millions de téléspectateurs[30] (première diffusion)

- Rhea Perlman (Janet)
- Brandon Severs (Benjamin)

### Épisode 20:L'heure des choix
- États-Unis : 28 mars 2014 sur ABC
- France : 1er novembre 2014 sur Comédie+
- Québec : 30 mars 2015 sur Ztélé

- États-Unis : 4,17 millions de téléspectateurs[31] (première diffusion)

- George Takei (Grandfather)
- Joshua Sasse (Ominous Figure)

### Épisode 21:Le frère prodigue
- États-Unis : 4 avril 2014 sur ABC
- France : 1er novembre 2014 sur Comédie+
- Québec : 6 avril 2015 sur Ztélé

- États-Unis : 3,87 millions de téléspectateurs[32] (première diffusion)

- Joshua Sasse (DJ Jazzy Jeff)
- George Takei (Grandfather)
- Rosalind Chao (Barb Hartley)
- Megan Park (Jane)
- Travis Caldwell (Zak)
- Katherine Tokarz (Mary Lou Retton)
- Patrick O'Sullivan (Johnny Unitas)
- Nick Eldredge (High Pants)

### Épisode 22:Nouveau départ
- États-Unis : 11 avril 2014 sur ABC[33]
- France : 1er novembre 2014 sur Comédie+
- Québec : 6 avril 2015 sur Ztélé

- États-Unis : 4,06 millions de téléspectateurs[34] (première diffusion)

- Candace Cameron Bure (Woman)
- Scott Weinger (Man)
- Joshua Sasse (DJ Jazzy Jeff)
- George Takei (Grandfather)

## Audiences aux États-Unis
| N° d'épisode | Titre original                             | Titre français                       | Chaîne | Date de diffusion originale | USA (en millions de téléspectateurs) | Pdm sur les 18/49 ans |
| ------------ | ------------------------------------------ | ------------------------------------ | ------ | --------------------------- | ------------------------------------ | --------------------- |
| 1            | Family Conference                          | La conférence familiale              | ABC    | 20 septembre 2013           | 4.58                                 | 1.2                   |
| 2            | September Fools                            | Le farceur                           | ABC    | 27 septembre 2013           | 4.06                                 | 1.0                   |
| 3            | The Neighbours                             | La promotion de jackie               | ABC    | 4 octobre 2013              | 4.14                                 | 1.0                   |
| 4            | The One with Interspecies Friends          | Amitié à sens unique                 | ABC    | 11 octobre 2013             | 4.12                                 | 0.9                   |
| 5            | Challoweenukah                             | Vive le foot                         | ABC    | 18 octobre 2013             | 4.27                                 | 1.0                   |
| 6            | Any Friggin' Sunday                        | La grande fête de larry              | ABC    | 1er novembre 2013           | 4.50                                 | 1.0                   |
| 7            | We Jumped the Shark (Tank)                 | Le sac à boisson                     | ABC    | 8 novembre 2013             | 4.52                                 | 1.0                   |
| 8            | Good Debbie Hunting                        | L'examen                             | ABC    | 15 novembre 2013            | 3.95                                 | 0.8                   |
| 9            | Thanksgiving is No Schmuck Bait            | Un Thanksgiving pas comme les autres | ABC    | 22 novembre 2013            | 3.93                                 | 0.9                   |
| 10           | Supreme Like Me                            | Drôle de noël                        | ABC    | 6 décembre 2013             | 4.19                                 | 0.9                   |
| 11           | A Christmas Story                          | Un travail à tout prix               | ABC    | 13 décembre 2013            | 4.04                                 | 0.9                   |
| 12           | Fear and Loving in New Jersey              | Danger et amour                      | ABC    | 10 janvier 2014             | 4.81                                 | 1.1                   |
| 13           | High School Reunion                        | La réunion d'anciens élèves          | ABC    | 17 janvier 2014             | 3.71                                 | 0.9                   |
| 14           | Man, Actually                              | Hommes, mode d'emploi                | ABC    | 24 janvier 2014             | 3.79                                 | 0.8                   |
| 15           | You’ve Lost That Larry Feeling             | La jalousie selon Larry              | ABC    | 31 janvier 2014             | 4.28                                 | 1.1                   |
| 16           | Oscar Party                                | La crise                             | ABC    | 28 février 2014             | 4.25                                 | 1.0                   |
| 17           | Balle Balle!                               | Des amis indispensables              | ABC    | 7 mars 2014                 | 3.60                                 | 0.9                   |
| 18           | A Night in (Lou Ferrigno's Hibachi) Heaven | Un frère inattendu                   | ABC    | 14 mars 2014                | 3.45                                 | 0.8                   |
| 19           | Uncle Benjamin                             | Sous le signe de Bollywood           | ABC    | 21 mars 2014                | 3.67                                 | 0.9                   |
| 20           | Close Encounters of the Bird Kind          | L'heure des choix                    | ABC    | 28 mars 2014                | 4.17                                 | 1.1                   |
| 21           | All That Jazzy Jeff                        | Le frère prodigue                    | ABC    | 4 avril 2014                | 3.87                                 | 0.9                   |
| 22           | There Goes the Neighbors' Hood             | Nouveau départ                       | ABC    | 11 avril 2014               | 4.06                                 | 0.9                   |